# الجامعة الغريغورية الحبرية
الجامعة الغريغورية الحبرية (بالإيطالية: Pontificia Università Gregoriana)‏، جامعة أسقفية في روما، إيطاليا، أنشئت الجامعة على يد القديس إغناطيوس دي لويولا قبل 450 سنة مضت، وكانت هي أول جامعة يسوعية. تحتوي على الكليات والمعاهد والمجلات في كافة العلوم الإنسانية المختلفة، وهذه الجامعة تحتوي على أكبر أقسام علم اللاهوت في العالم، مع أكثر من 1600 طالب من جميع أنحاء العالم.